# Stoilești, Vâlcea
Stoilești este satul de reședință al comunei cu același nume din județul Vâlcea, Muntenia, România. Se situează în partea central-sudică a României, în Podișul Getic.
Pe teritoriul acestuia se găsește biserica de lemn cu hramul Sfântul Nicolae, ce datează din secolul al XVIII-lea și are statut de monument istoric (cod LMI:VL-II-m-B-09925).

## Vezi și
- Biserica de lemn din Stoilești